# Voorthuizen
Voorthuizen est un village appartenant à la commune néerlandaise de Barneveld. Le 1er janvier 2006, le village comptait 9 710 habitants.

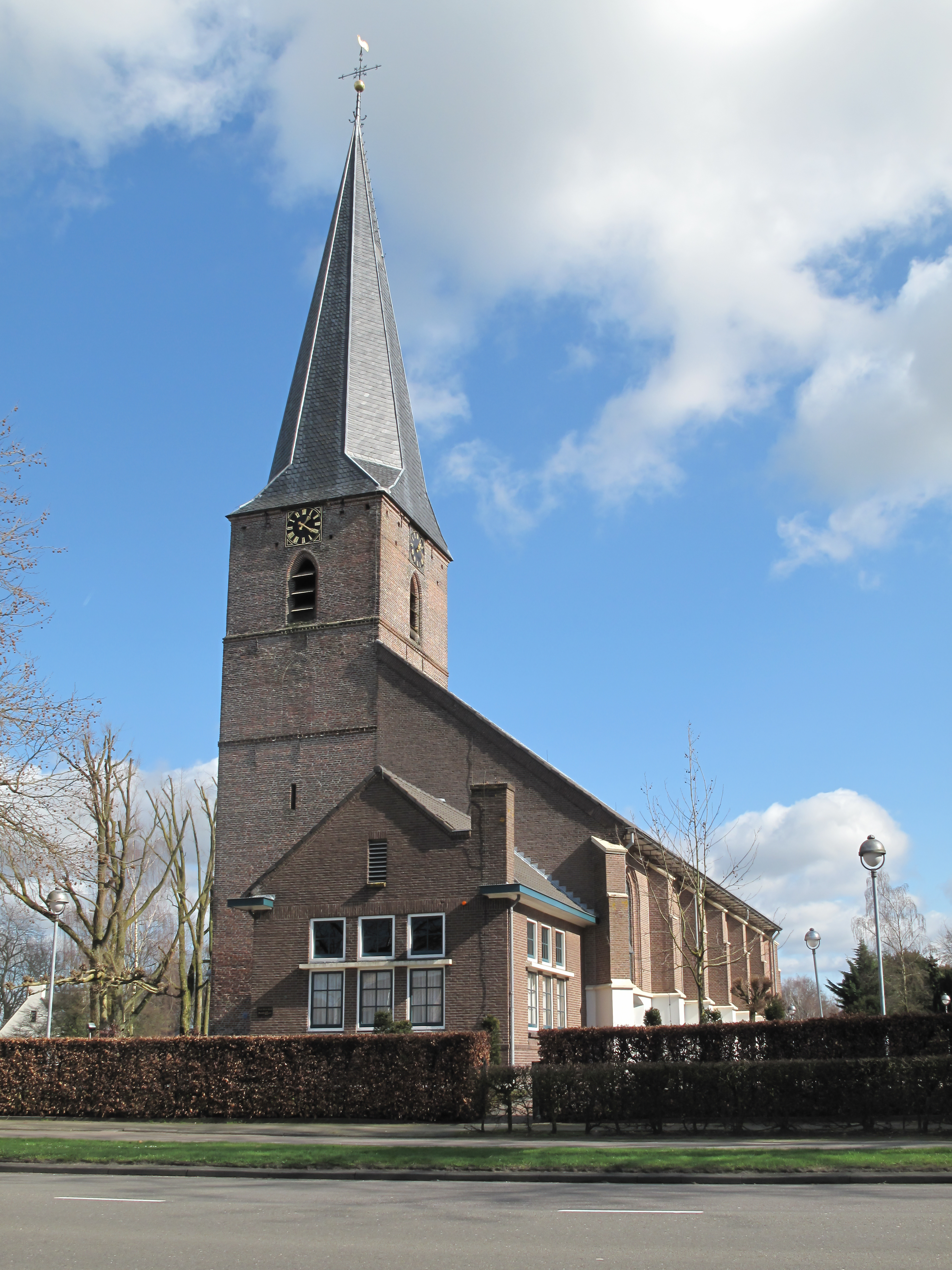
l'église protestante

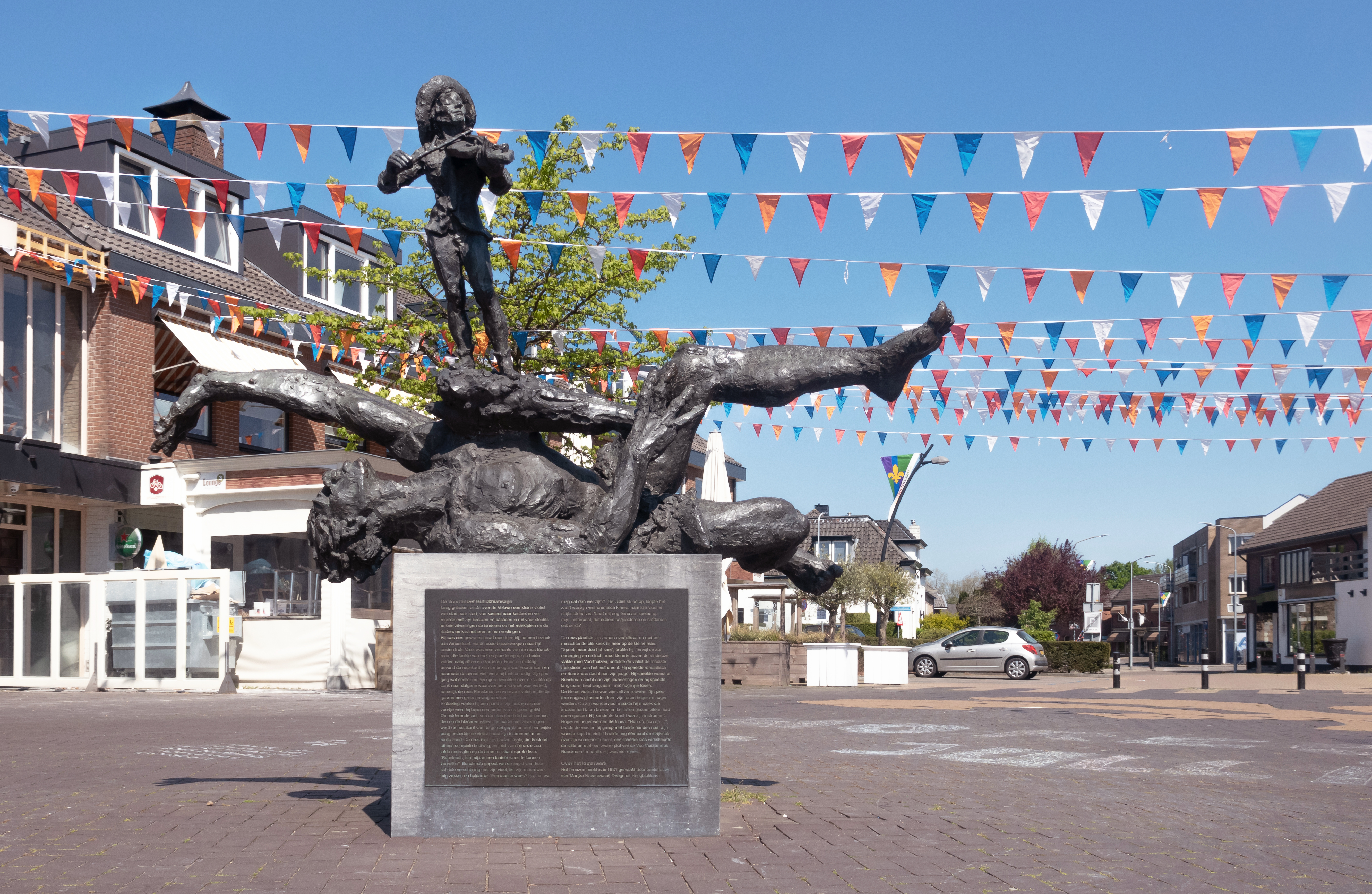
La sculpture: le Voorthuizer Bunckmansage